# ريتا تشودهاري
ريتا تشودهاري (بالهندية: रीता चौधुरी؛ بالإنجليزية: Rita Chowdhury) هي مؤلفة وشاعرة هندية، ولدت في 20 أغسطس 1960 في Nampong ‏ في الهند.

## وصلات خارجية
- الموقع الرسمي